# Kalicephalus
Kalicephalus ist eine Gattung der Hakenwürmer mit 40 Arten. Die Vertreter sind Parasiten bei Schlangen, selten auch Echsen.

## Merkmale
Die Grube um die Mundöffnung wird, im Gegensatz zu Diaphanocephalus, nur durch eine vordere Leiste begrenzt und Kutikulafortsätze an der Basis der Mundhöhle fehlen. Die Spicula sind flügelförmig und der Muskelwall vor der Bursa copulatrix ist nicht ausgebildet.

## Systematik
Kalicephalus wird von Hodda in die Tribus Diaphanocephalini und hier in die Subtribus Diaphanocephalinii eingeteilt. Er unterscheidet sechs Untergattungen:
- Inermiformis Schad, 1962
- Kalicephaloides Yeh, 1956
- Kalicephalus Molin, 1861
- Occipitodontus Ortlepp, 1923
- Rectiphiloides Schad, 1962
- Variabiliformis Schad, 1962

Das Interim Register of Marine and Nonmarine Genera listet folgende Arten:
- Kalicephalus agkistrodontis Harwood, 1932
- Kalicephalus amplicervix Jones, 1983
- Kalicephalus appendiculatus Molin, 1861
- Kalicephalus assimilis Wu & Hu, 1938
- Kalicephalus australiensis Jones, 1979
- Kalicephalus bitisi Campana-Rouget & Chabaud, 1950
- Kalicephalus chitwoodi Caballero, 1954
- Kalicephalus chunkinensis Hsu, 1934
- Kalicephalus coronellae Ortlepp, 1923
- Kalicephalus costatus Rudolphi, 1819
- Kalicephalus enygri Kreis, 1940
- Kalicephalus ersiliae Stossich, 1896
- Kalicephalus fimbriatus Ortlepp, 1923
- Kalicephalus fujianensis Tao & Zhao, 1980
- Kalicephalus humilis Caballero, 1938
- Kalicephalus indicus Ortlepp, 1923
- Kalicephalus laticaudae Yamaguti, 1935
- Kalicephalus longior Maplestone, 1931
- Kalicephalus micrurus Daubney, 1923
- Kalicephalus mucronatus Molin, 1861
- Kalicephalus natrixi Paul & Majumdar, 1994
- Kalicephalus nigeriensis Ortlepp, 1923
- Kalicephalus novae-britanniae Maplestone, 1931
- Kalicephalus obliquus Daubney, 1923
- Kalicephalus parvus Ortlepp, 1923
- Kalicephalus philodryadus Ortlepp, 1923
- Kalicephalus posterovolvus Schad, 1962
- Kalicephalus schadi Ogden, 1966
- Kalicephalus simus Daubney, 1923
- Kalicephalus sinensis Hsu, 1934
- Kalicephalus subalatus Molin, 1861
- Kalicephalus vallei Stossich, 1895
- Kalicephalus viperae Rudolphi, 1819

Synonyme der Gattung sind: Inermiformis Schad, 1962, Kalicephaloides Yeh, 1956, Occipitodontus Ortlepp, 1923, Rectiphiloides Schad, 1962, Schadius Lichtenfels, 1980 und Variabiliformis Schad, 1962.